# УДИК
УДИК или Удружење за друштвена истраживања и комуникације, босанскохерцеговачка је невладина организација за људска права и међународно хуманитарно право, основана 2013. године у вези са процесом суочавања с прошлошћу и меморијализације у бившој Југославији. УДИК има канцеларије у Сарајеву и Брчком. Оснивач и координатор УДИК-а је Едвин Канка Ћудић.